# Islandia na Zimowych Igrzyskach Olimpijskich 1992
Islandię na Zimowych Igrzyskach Olimpijskich 1992 we francuskim Albertville reprezentowało 5 zawodników (4 mężczyzn i 1 kobieta), którzy wystartowali w 2 dyscyplinach.
Był to jedenasty start Islandii na zimowych igrzyskach olimpijskich.

## Wyniki

### Biegi narciarskie
Mężczyźni
| Zawodnik           | Konkurencja           | Bieg      | Bieg |
| Zawodnik           | Konkurencja           | Czas      | Poz. |
| ------------------ | --------------------- | --------- | ---- |
| 10 km C            | Haukur Eiríksson      | 34:52.6   | 81   |
| 10 km C            | Rögnvaldur Ingþórsson | 32:04.6   | 59   |
| 15 km pościgowy1 F | Haukur Eiríksson      | 53:40.3   | 80   |
| 15 km pościgowy1 F | Rögnvaldur Ingþórsson | 47:48.8   | 66   |
| 30 km C            | Haukur Eiríksson      | DNF       | –    |
| 30 km C            | Rögnvaldur Ingþórsson | 1'39:23.9 | 69   |
| 50 km F            | Rögnvaldur Ingþórsson | 2'25:16.9 | 54   |

1 Start zawodników przeprowadzany był zgodnie z wynikami osiągniętymi w biegu na 10 km.

C = Styl klasyczny, F = Styl dowolny

### Narciarstwo alpejskie
Mężczyźni
| Zawodnik              | Konkurencja   | Zjazd 1 | Zjazd 2 | Łączny wynik | Łączny wynik |
| Zawodnik              | Konkurencja   | Czas    | Czas    | Czas         | Poz.         |
| --------------------- | ------------- | ------- | ------- | ------------ | ------------ |
| Örnólfur Valdimarsson | Super Gigant  |         |         | 1:20.64      | 51           |
| Kristinn Björnsson    | Super Gigant  |         |         | 1:17.89      | 43           |
| Kristinn Björnsson    | Slalom Gigant | DNF     | –       | DNF          | –            |
| Örnólfur Valdimarsson | Slalom Gigant | 1:13.88 | 1:11.14 | 2:25.02      | 44           |
| Kristinn Björnsson    | Slalom        | DNF     | –       | DNF          | –            |
| Örnólfur Valdimarsson | Slalom        | 58.12   | 58.36   | 1:56.48      | 35           |

Kobiety
| Zawodnik            | Konkurencja   | Zjazd 1 | Zjazd 2 | Łączny wynik | Łączny wynik |
| Zawodnik            | Konkurencja   | Czas    | Czas    | Czas         | Poz.         |
| ------------------- | ------------- | ------- | ------- | ------------ | ------------ |
| Ásta Halldórsdóttir | Slalom Gigant | 1:14.55 | 1:15.48 | 2:30.03      | 30           |
| Ásta Halldórsdóttir | Slalom        | 53.56   | 49.18   | 1:42.74      | 27           |